# علامة أوبنهايم
علامة أوبنهايم أو علامة أوبينهايم (بالإنجليزية: Oppenheim's sign)‏ هي علامة طبية يحدث فيها انثناءٌ ظهراني في إصبع القدم بسبب تهيجٍ أسفل الجزء الوسطي من قصبة الساق. هي واحدة من منعكسات باطن القدم. وجود هذه العلامة يُشير إلى حدوث ضررٍ في السبيل الهرمي.
سُميت نسبةً إلى هيرمان أوبينهيم.